# Гавровића чардак у Прањанима
Гавровића чардак у Прањанима, месту у општини Горњи Милановац, подигнут је око 1870. године и представља непокретно културно добро као споменик културе од великог значаја.

## Историјат и изглед
Као један од групе чардачића који су постојали крај цркве брвнаре у Прањанима насталих по њеној изградњи 1827. године, Гавровића чардак пренет је у двориште власника по престанку његове функције код цркве. Током 2019. године чардак је на иницијативу локалне заједнице поново пресељен у порту цркве брвнаре у Прањанима.
Грађен је од дрвета, као спратна зграда од две просторије, квадратне основе високог стрмог крова покривеног шиндром, са шиљком на врху. У приземљу је остава, а на спрату просторија за одмор и обедовање до које се долази затвореним дрвеним степеништем. Овакве зградице служиле су својим власницима за смештај, о већим црквеним празницима и саборима, примање гостију и пријатеља и обедовање са њима. Имали су их само најимућнији домаћини. Гавровића чардак представља развијену варијанту најстаријег типа ових градњи подизаних крај цркава у првим деценијама 19. века.
Конзерваторско-рестаураторски радови изведени су 1975. године.
Гавровића чардак је 2019. године конзервиран и поново враћен у порту прањанске цркве по пројекту Завода за заштиту споменика културе у Краљеву.

## Галерија
- Гавровића чардак пре рестаурације
- Гавровића чардак пре рестаурације
- Гавровића чардак пре рестаурације
- Гавровића чардак пре рестаурације
- Гавровића чардак након рестаурације
- Гавровића чардак у порти прањанске цркве